# کینگستون (رود آیلند)
کینگستون (به انگلیسی: Kingston) شهری در ایالت رود آیلند کشور ایالات متحده آمریکا است که جمعیت آن در سرشماری سال ۲۰۱۰ میلادی، ۶٬۹۷۴ نفر بوده‌است.